# Razze ovine
Si riportano di seguito le principali razze ovine.

## Area Mar Baltico
- Polska Owca Górska
- Skudde

## Australia
- Bond
- Coolalee
- Corriedale

- Cormo
- Poll Merino
- Strong Wool Merino

## Barbados
- Barbados Balckbelly

## Belgio
- Beltex

## Brasile
- Santa Inês

## Camerun
- Camerun

## Caraibi
- Pelibuey

## Finlandia
- Finnica

## Francia
- Berrichon du Cher
- Barégeoise
- Ile de France
- Lacaune

- Merino precoce
- Merino Rambouillet
- Nana d'Ouessant

## Germania
- Braunes Bergschaf
- Coburger Fuchsschaf
- Heidschnucke
- Merinofleischschaf
- Merinolandschaf

## Grecia
- Chios

## Islanda
- Iceland

## Italia
- Altamurana
- Alpagota
- Appenninica
- Bagnolese
- Barbaresca
- Bergamasca
- Biellese
- Brentegana scelta
- Brianzola
- Brigasca
- Brogna (o Brogne)
- Ciavenasca
- Ciuta
- Comisana
- Cornella Bianca dell'Emilia Romagna
- Cornigliese
- Corteno
- Delle Langhe
- Fabrianese
- Finarda (o Finarola)
- Foza
- Frabosana
- Garessina (o Muma)
- Garfagnina
- Gentile di Puglia
- Istriana (o Carsolina)
- Lamon
- Laticauda
- Leccese
- Livo
- Matesina
- Marrana

- Massese
- Merinizzata Italiana
- Modenese
- Nera di Arbus
- Nostrana
- Noticiana
- Pagliarola
- Pinzirita
- Plezzana
- Pomarancina
- Pusterese
- Quadrella
- Rosset
- Saltasassi
- Sambucana
- Savoiarda
- Schnalserschaf (o Ultnerschaf, Val Senales, Val d'Ultimo)
- Schwarz Braunes Bergschaf
- Sciara
- Sopravissana
- Sarda
- Tiroler Bergashaf (o Alpina Tirolese)
- Trimetizia di Segezia
- Turchessa
- Valle del Belice
- Varesina
- Vicentina
- Villnoesser Schaf (o Fiemmese o Tingola)
- Vissana
- Zerasca
- Zucca Modenese

## Messico
- Pelibuey

## Nuova Zelanda
- Coopworth
- Drysdale
- Pitt Island

## Olanda
- Texel o Texelaar
- Zwartbles

## Portogallo
- Bordaleira
- Churra Mondegueira

## Regno Unito
- Black Welsh
- Border Leicester
- Castlemilk Moorit

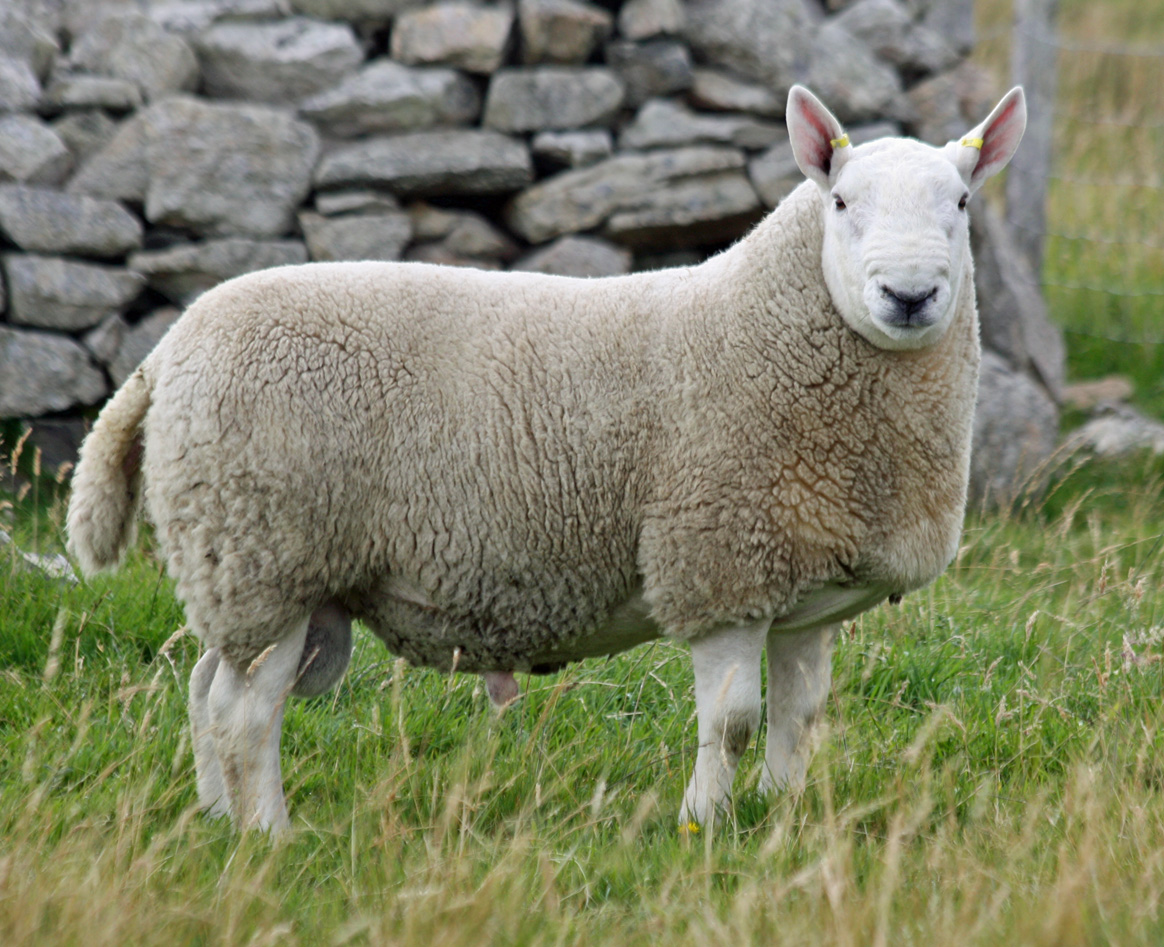
Cheviot
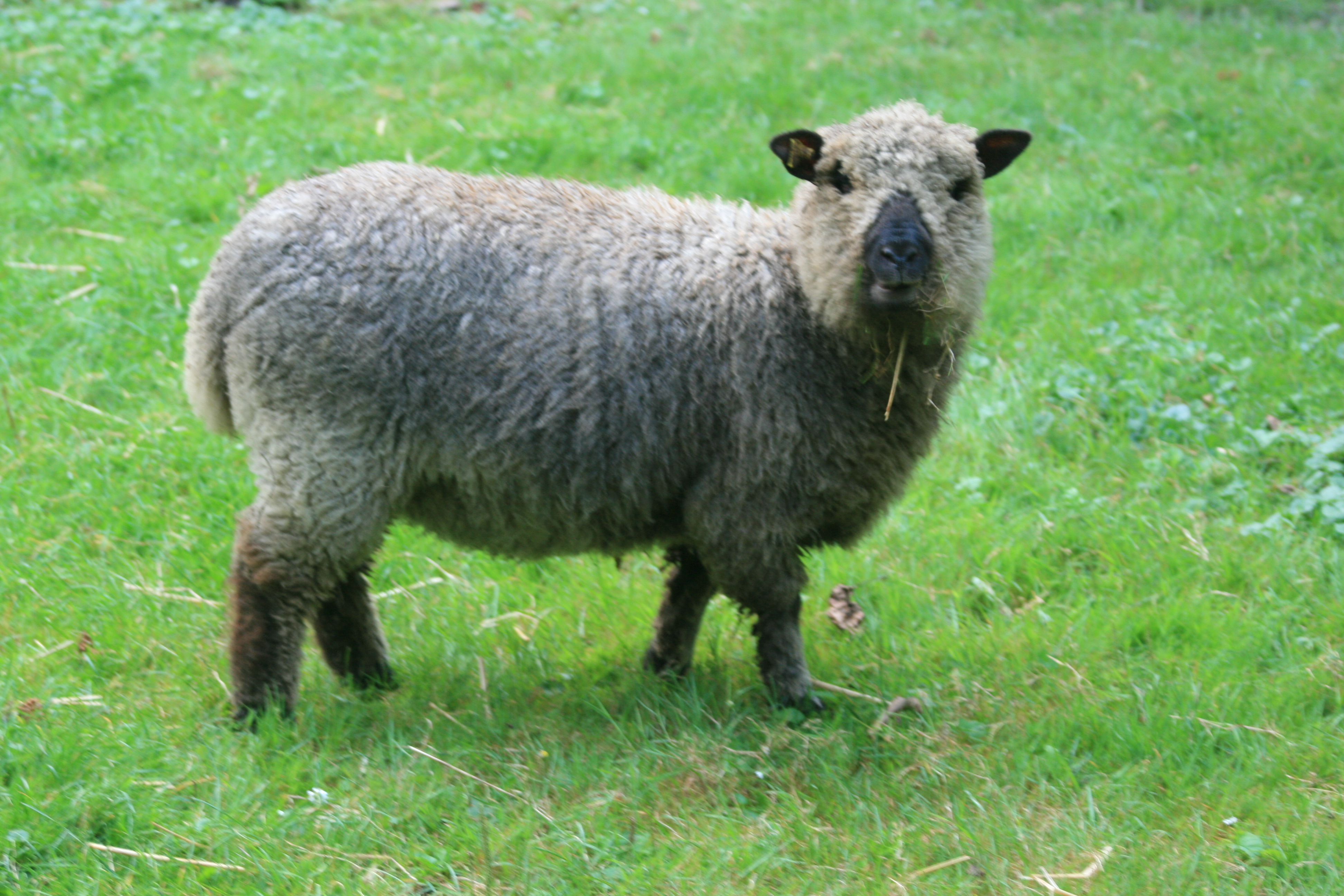
Shropshire
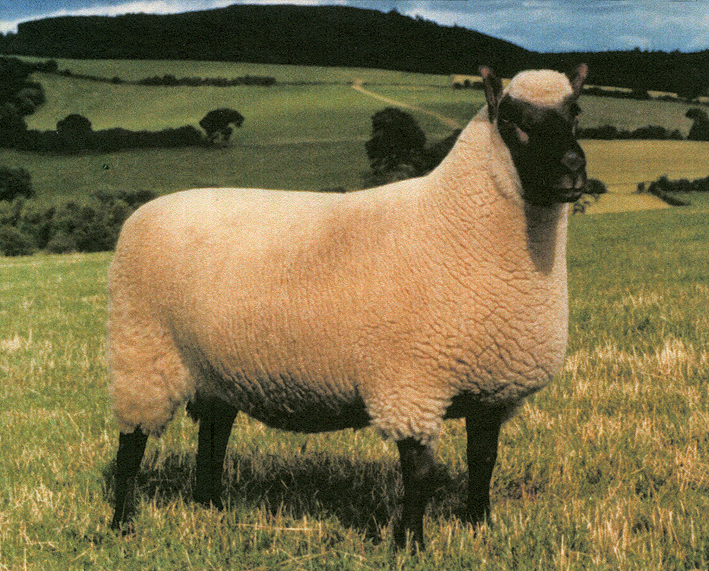
Clun Forest
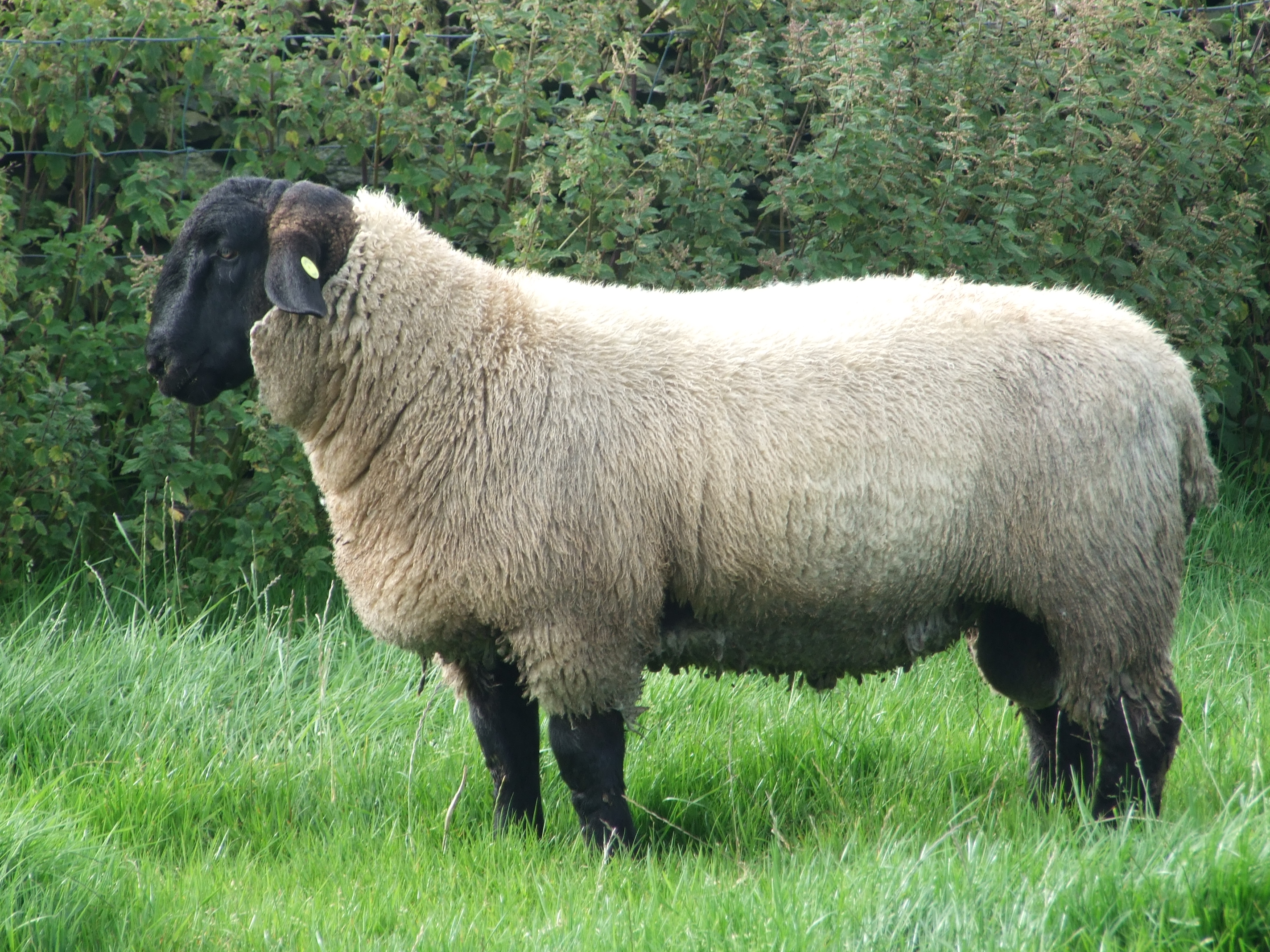
Suffolk
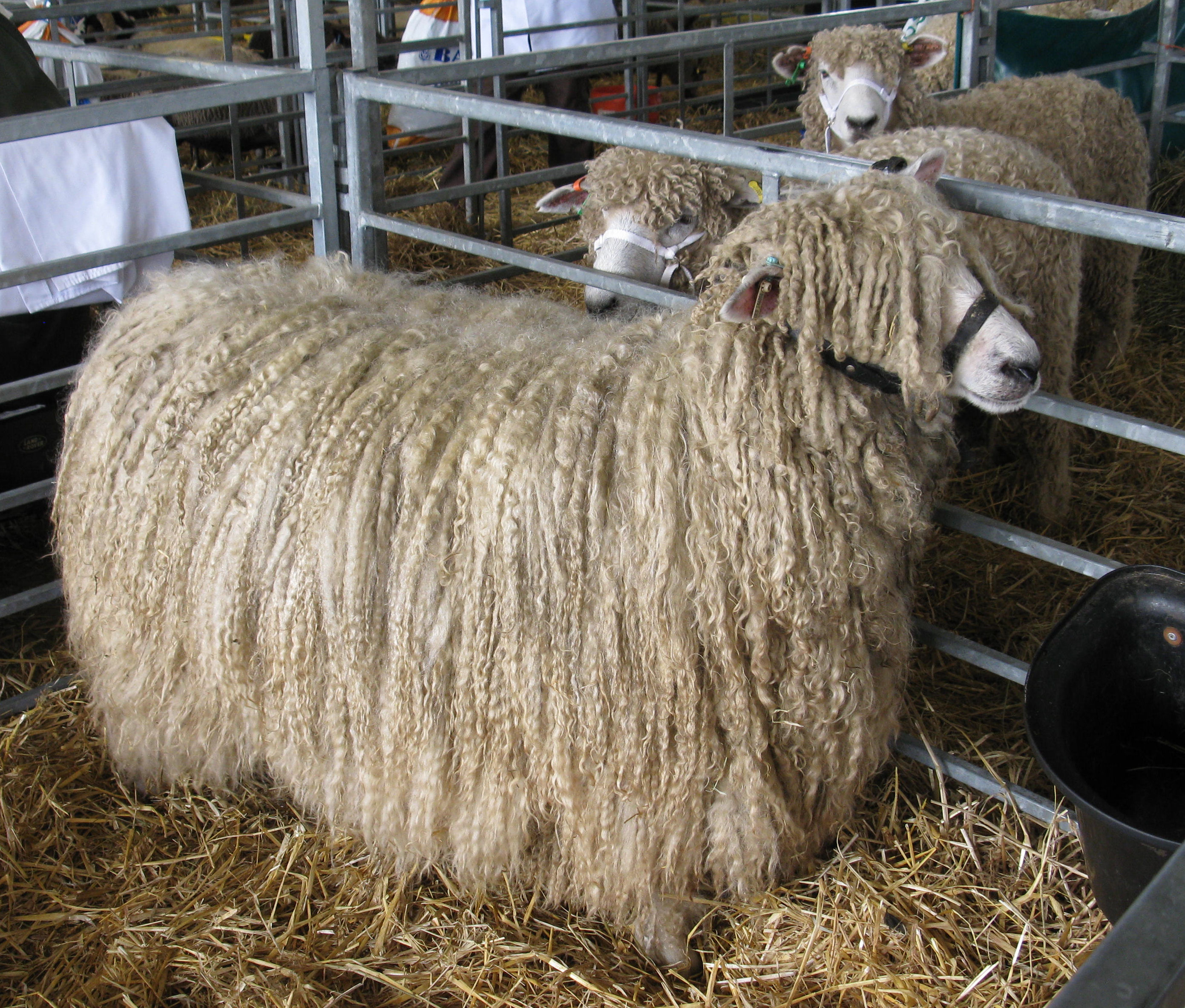
Lincoln
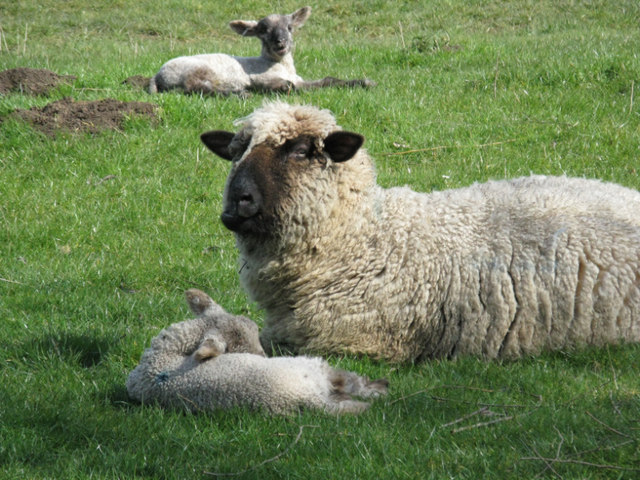
Cotswold
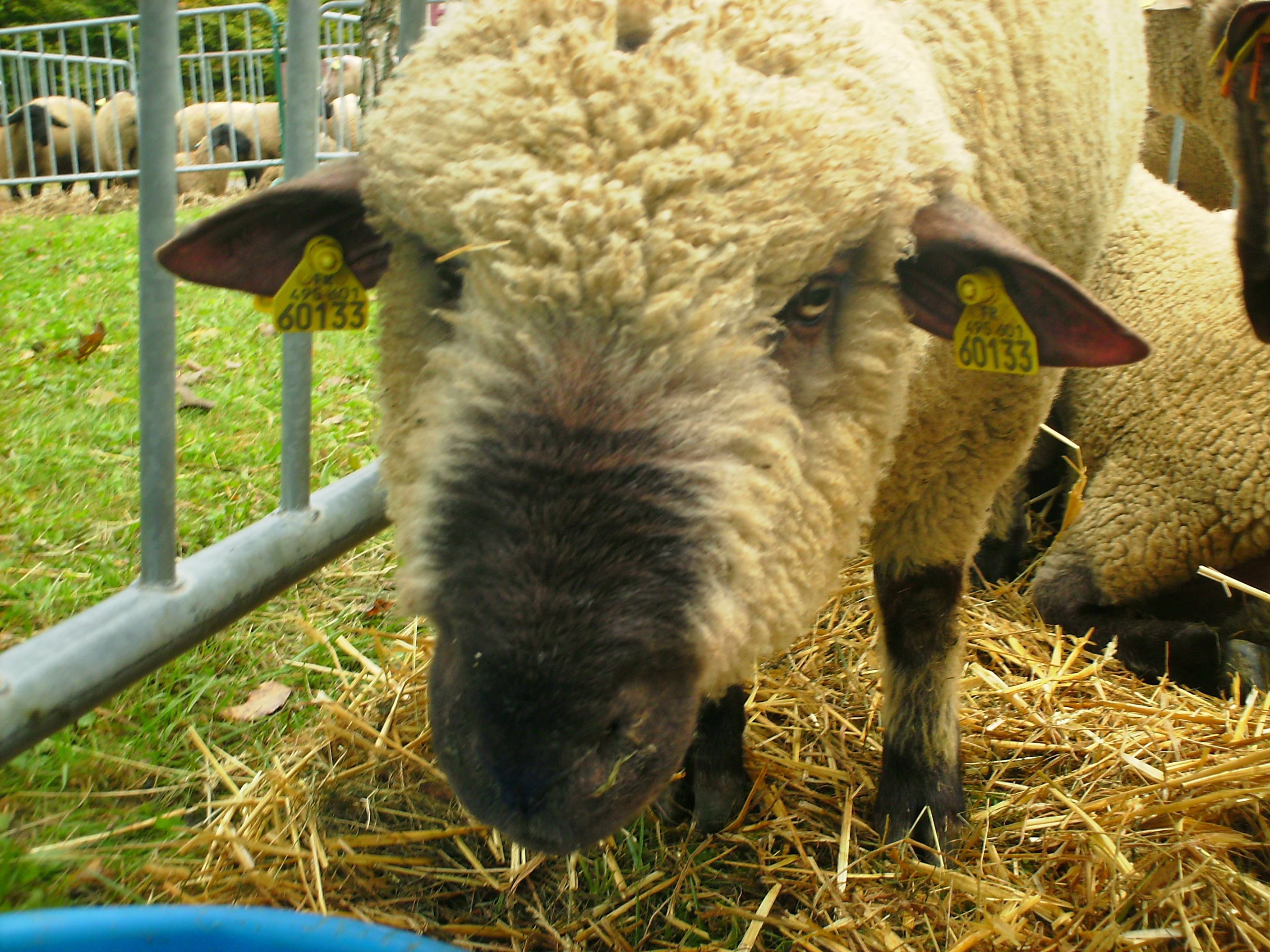
Dorset
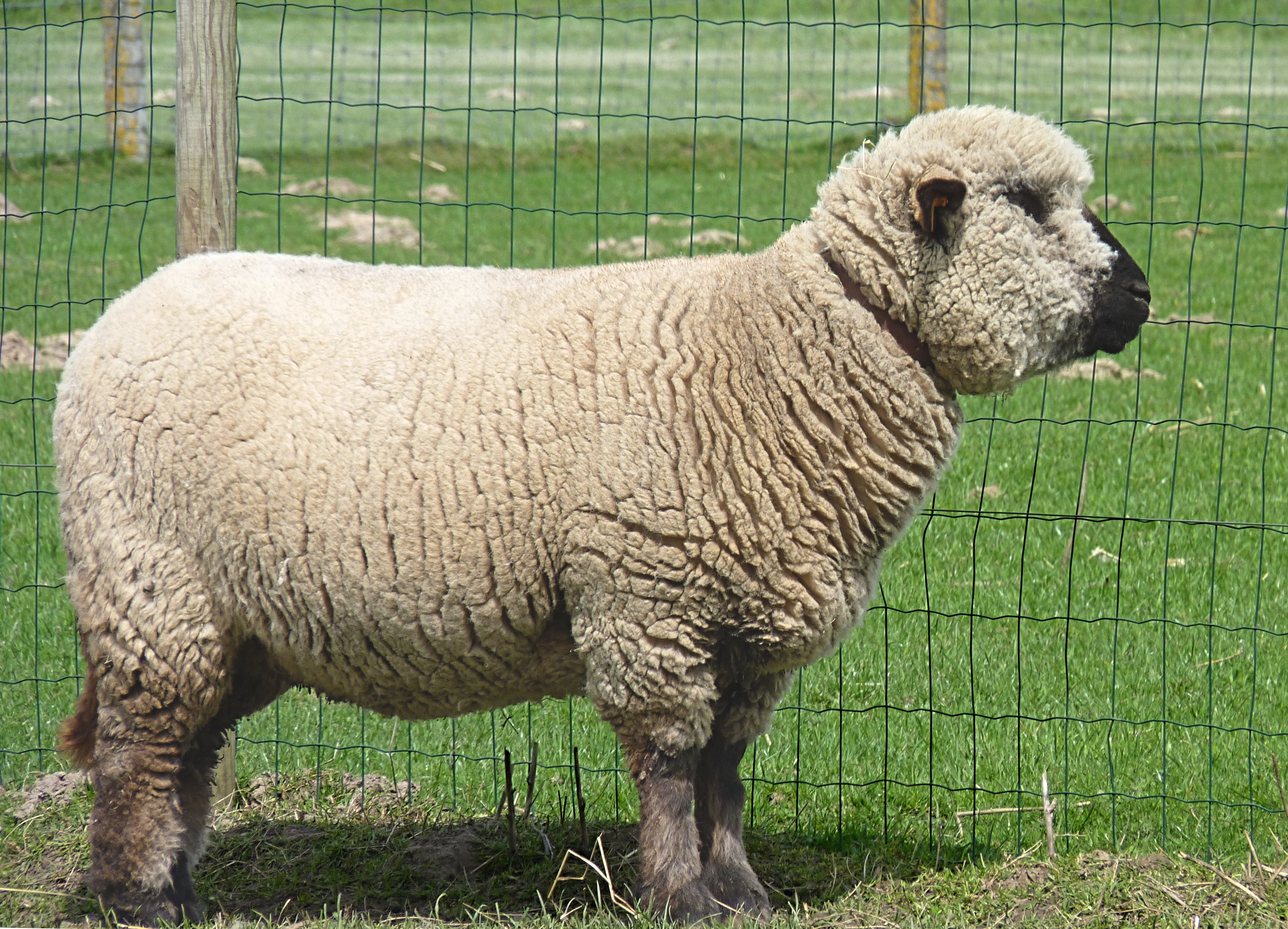
Hampshire
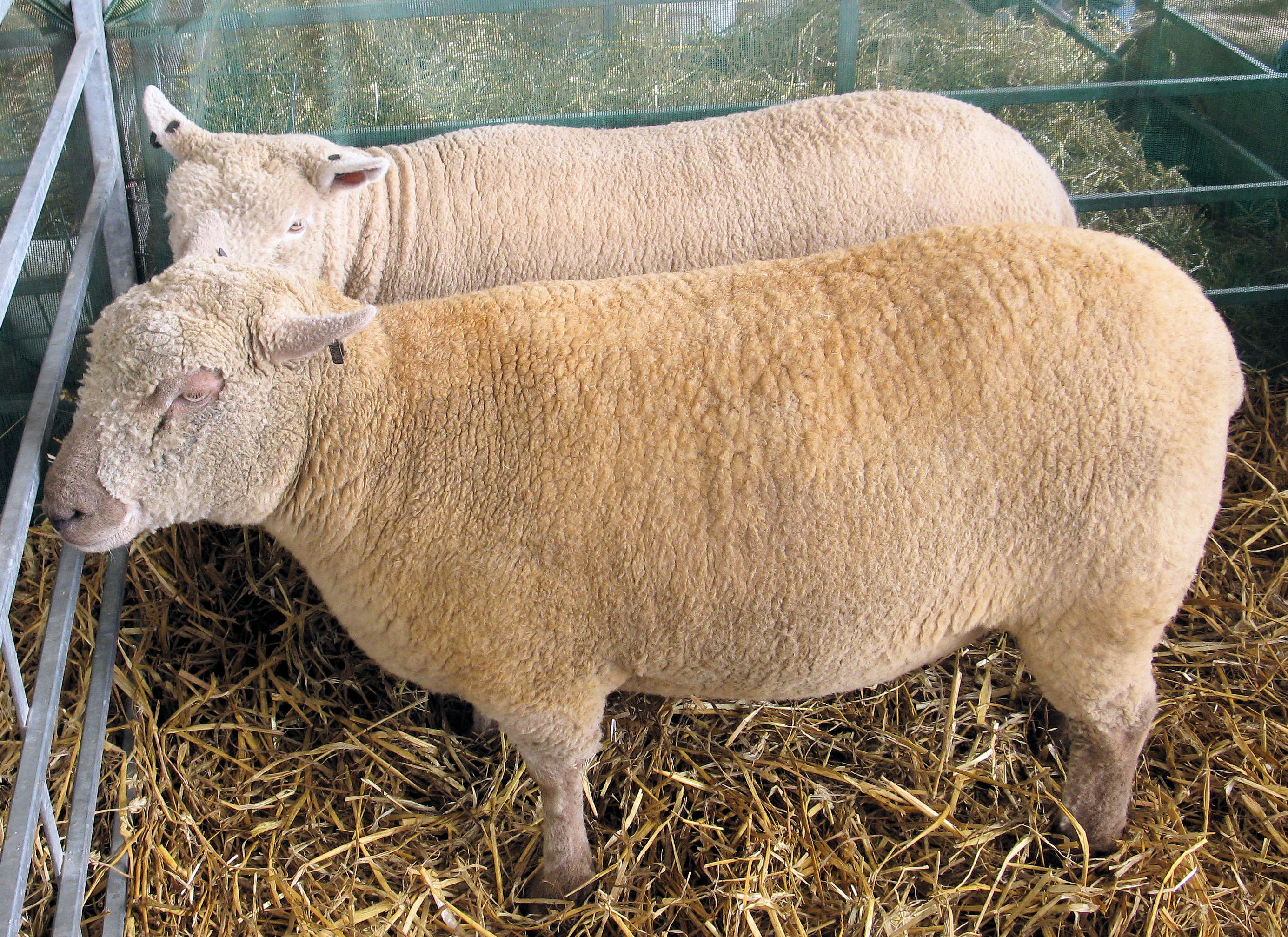
Southdown

- Dartmoor
- Dorset Down

- Dorset Horn
- Exmoor Horn
- Hampshire
- Herdwick
- Lincoln
- Lonk
- Kerry Hill
- Oxford

- Ryeland
- Scottish Blackface, principale razza del Regno Unito

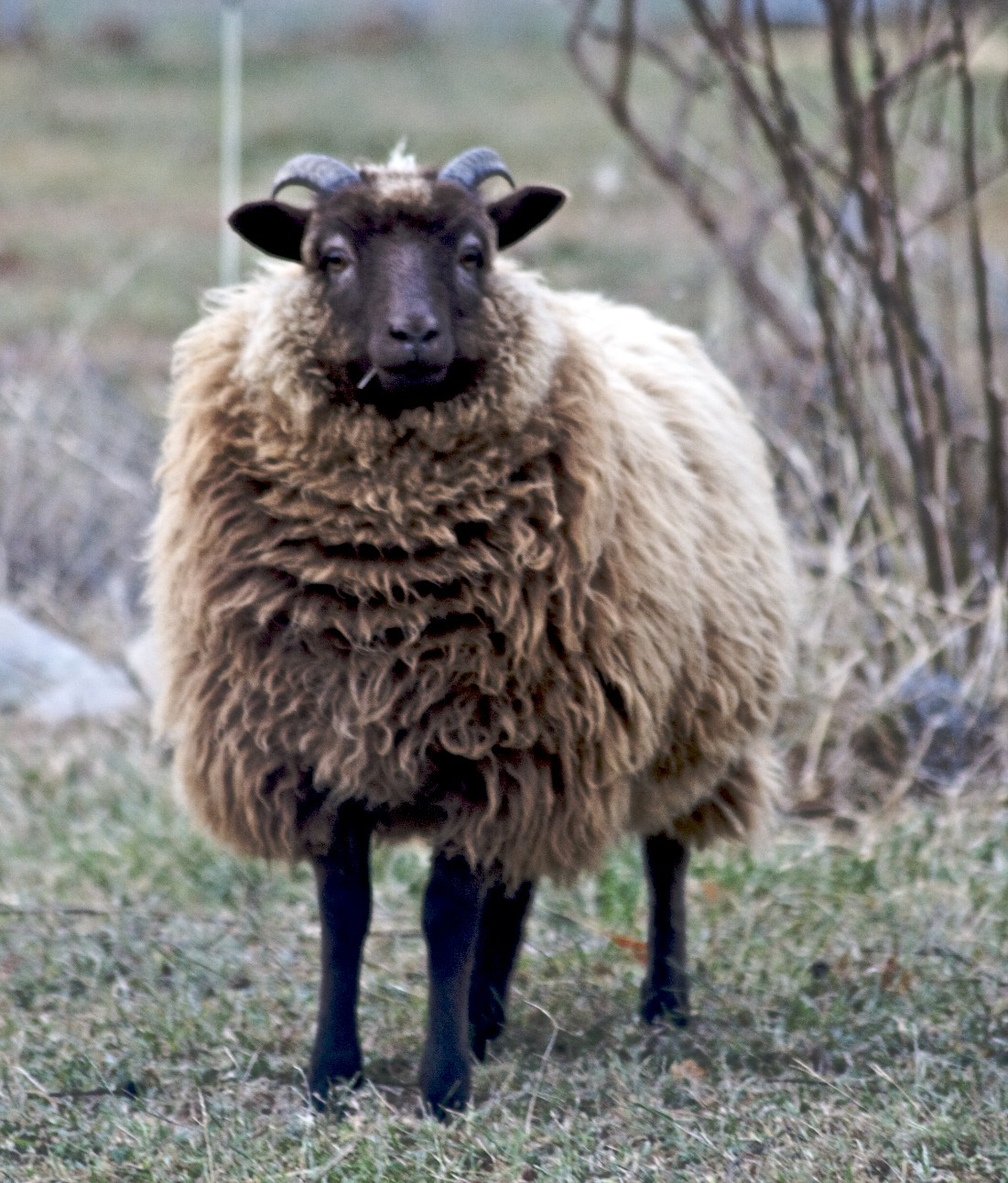
Shetland
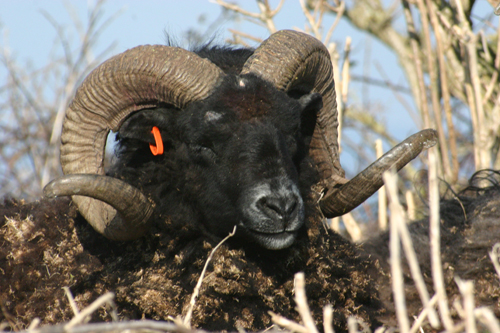
Hebridean
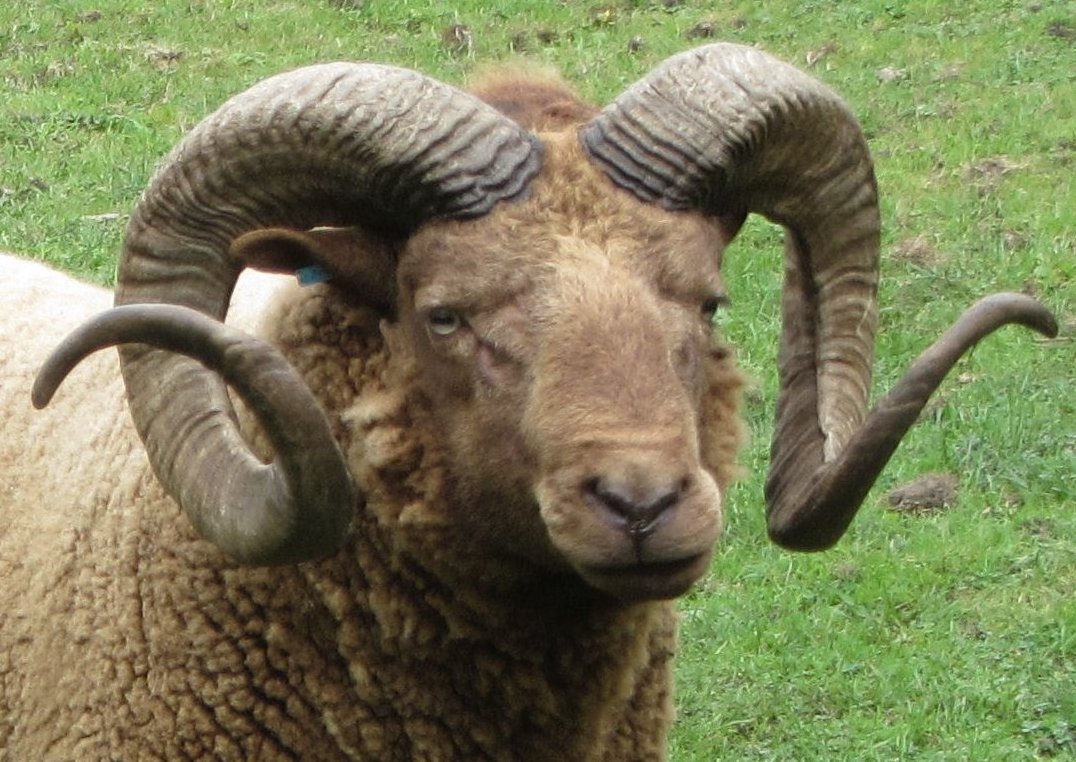
Loaghtan
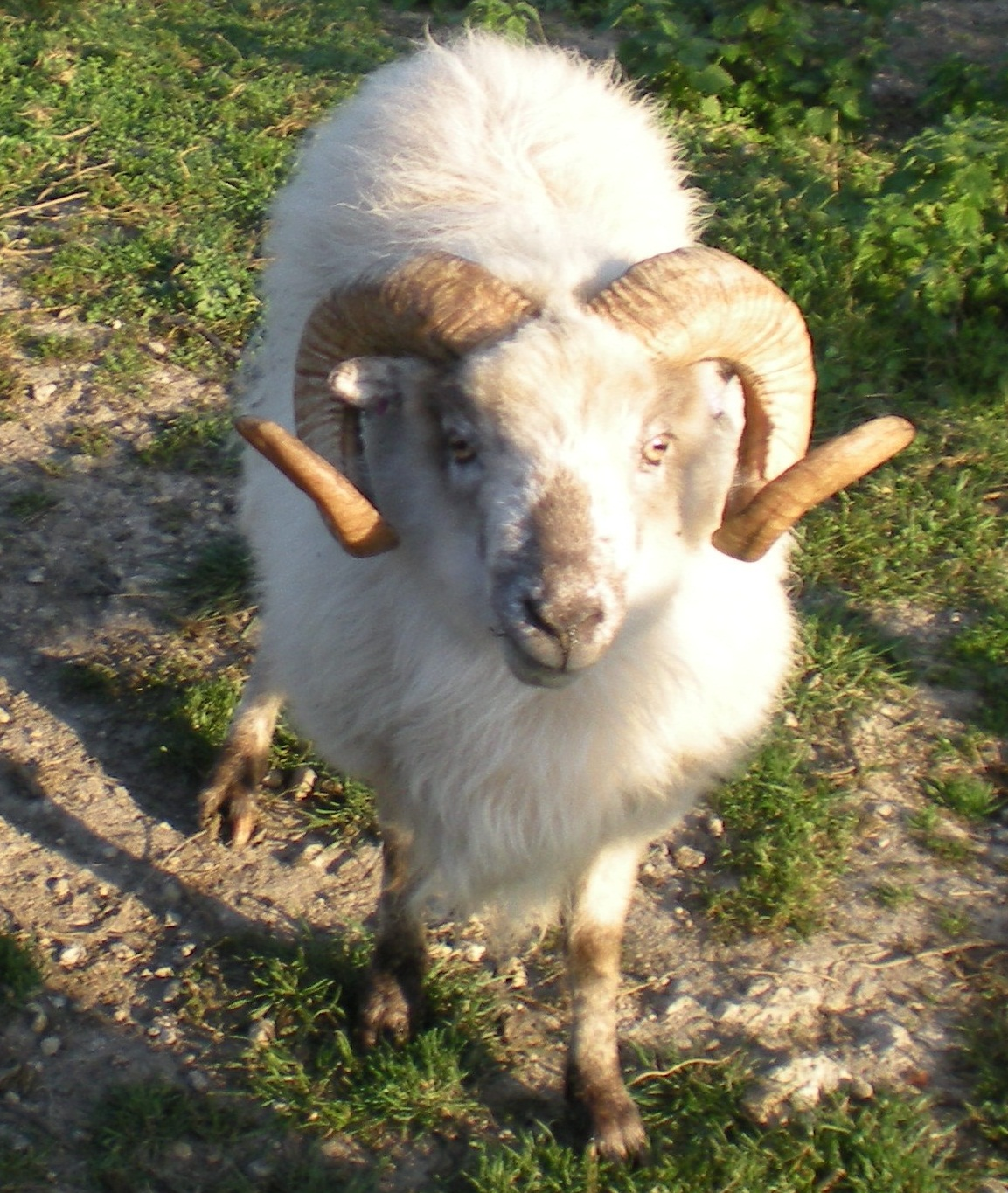
Boreray
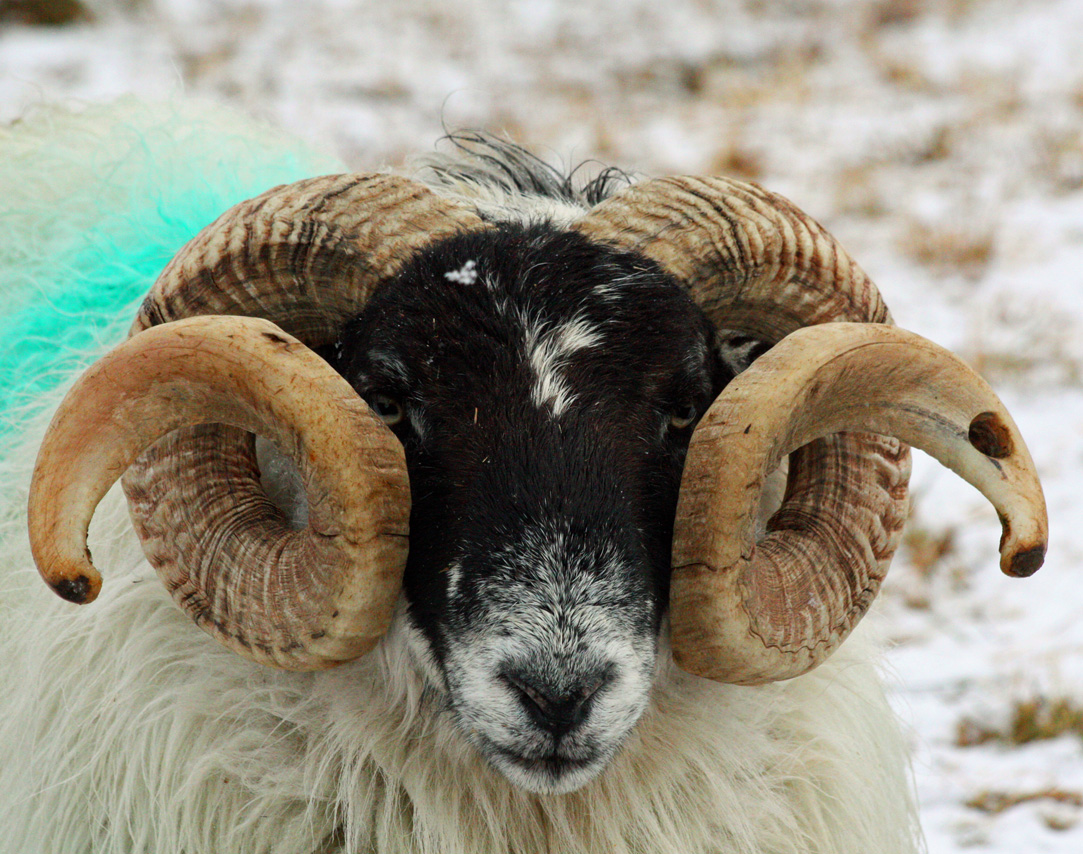
Scottish Blackface
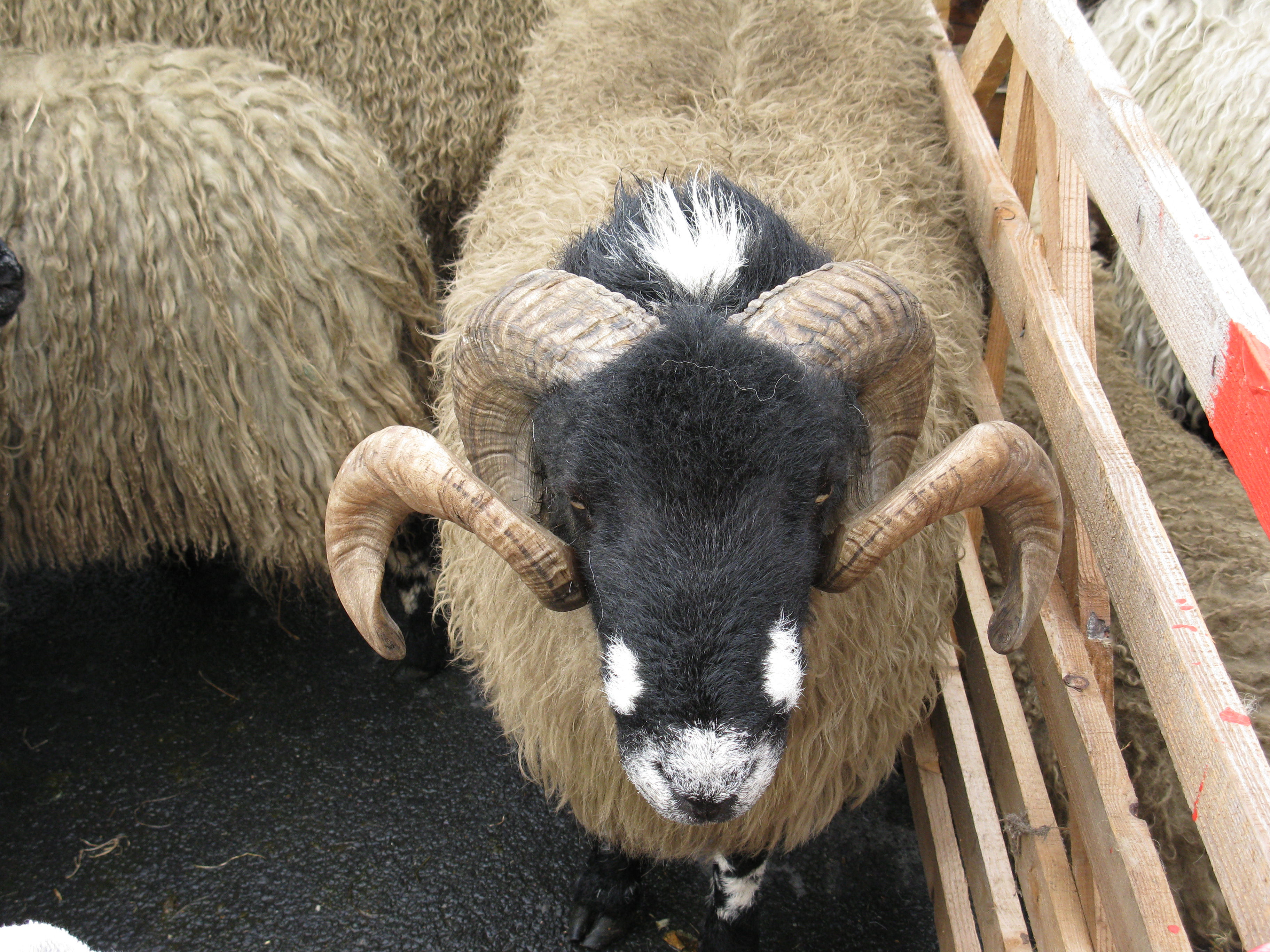
Dalesbred
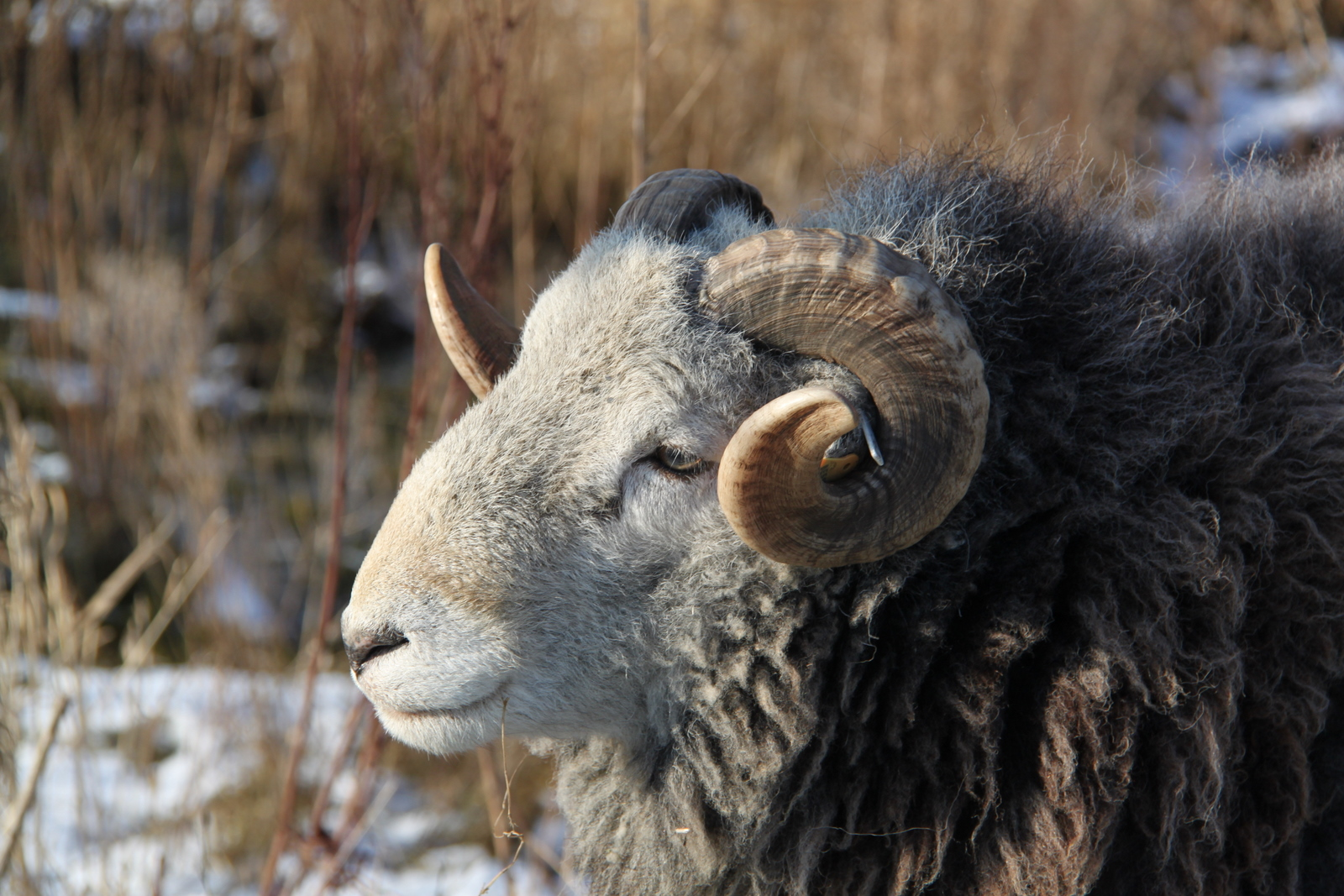
Herdwick

- Shropshire
- Southdown
- Suffolk
- Whiteface Dartmoor

- Shetland
- Hebridean
- Loaghtan
- Boreray
- Scottish Blackface
- Dalesbred
- Herdwick

- Cheviot
- Shropshire
- Clun Forest
- Suffolk
- Lincoln
- Cotswold
- Dorset
- Hampshire
- Southdown

## Repubblica Sudafricana
- Dorper

## Romania
- Merinos di Palas
- Testa nera di Teleorman
- Tsigai
- Tsurcana

## Russia
- Romanov

## Somalia
- Blackhead Persian

## Spagna
- Alcarrena
- Latxa
- Manchega
- Merino

## Stati Uniti
- California Variegated Mutant
- Columbia
- Katahdin
- Merino Delaine

- Merino Vermont
- Polypay
- Royal White

## Isole Vergini Americane
- St. Croix

## Svizzera
- Bündner Oberland
- Juraschaf - Pecora del Jura

## Turkestan
- Karakul

## Ungheria
- Zackel (o Zacka sheep)